# Кримський дім
«Кримський Дім» (крим. Qırım Evi) — державний культурний простір, який покликаний об'єднати зусилля суспільно-культурних організацій, які займаються кримською тематикою, у культурній, соціальній, правозахисній, освітній та інформаційній сферах.

## Створення
Простір було відкрито 2015 року. Простір має забезпечувати права громадян України включно з національними меншинами та корінними народами, зокрема кримськими татарами.
Першим директором став президент Фонду розвитку Криму Олексій Скорик, з 2017 року підприємством керує актор та режисер Ахтем Сеітаблаєв.
Програмний директор — Алім Алієв, правозахисник, менеджер освітньо-культурних проєктів, журналіст, співзасновник «Крим SOS».

## Діяльність
Простір є майданчиком для дискусій, презентацій, літературних конкурсів, обговорень, правозахисних заходів.
Одним із розгалужень у культурному напрямку є література. Так, у 2018 році Кримським Домом було започатковано проведення українсько-кримськотатарського літературного конкурсу «Кримський інжир» / "Qırım inciri. Конкурс покликаний сприяти не лише поширенню та розвитку кримськотатарської мови та літератури, а й появі взаємних перекладів для глибшого пізнання двох культур. Завдяки конкурсу деякі твори українських поетів вперше були перекладені кримськотатарською мовою, а твори митців серед кримських татар — українською. У 2018 році на конкурс було подано 244 твори, серед них 178 українською, 43 кримськотатарською мовою.
Результатом літературного конкурсу стала перша літературна антологія «Кримський Інжир», яка об'єднала найкращі твори учасників конкурсу. Книгу презентували у рамках міжнародного форуму «Книжковий Арсенал» у Києві у травні 2019 р.
У 2019 році Кримський Дім оголосив другий літературний конкурс «Кримський інжир» / «Qırım inciri». Автори надіслали більше 300 текстів — удвічі більше творів кримськотатарською мовою та у два з половиною рази зросла кількість перекладів, порівняно з 2018 роком.
Кримський Дім сприяє виданню літератури, яка пов'язана з історією та культурною спадщиною кримськотатарського народу:
- Кримськотатарська класична література українською «І народився день»
- Юсуф Болат «Алім»
- Наталія Беліцер «Кримські татари як корінний народ»
- Михайло Якубович «філософська думка кримського ханства»Офіс Кримського Дому

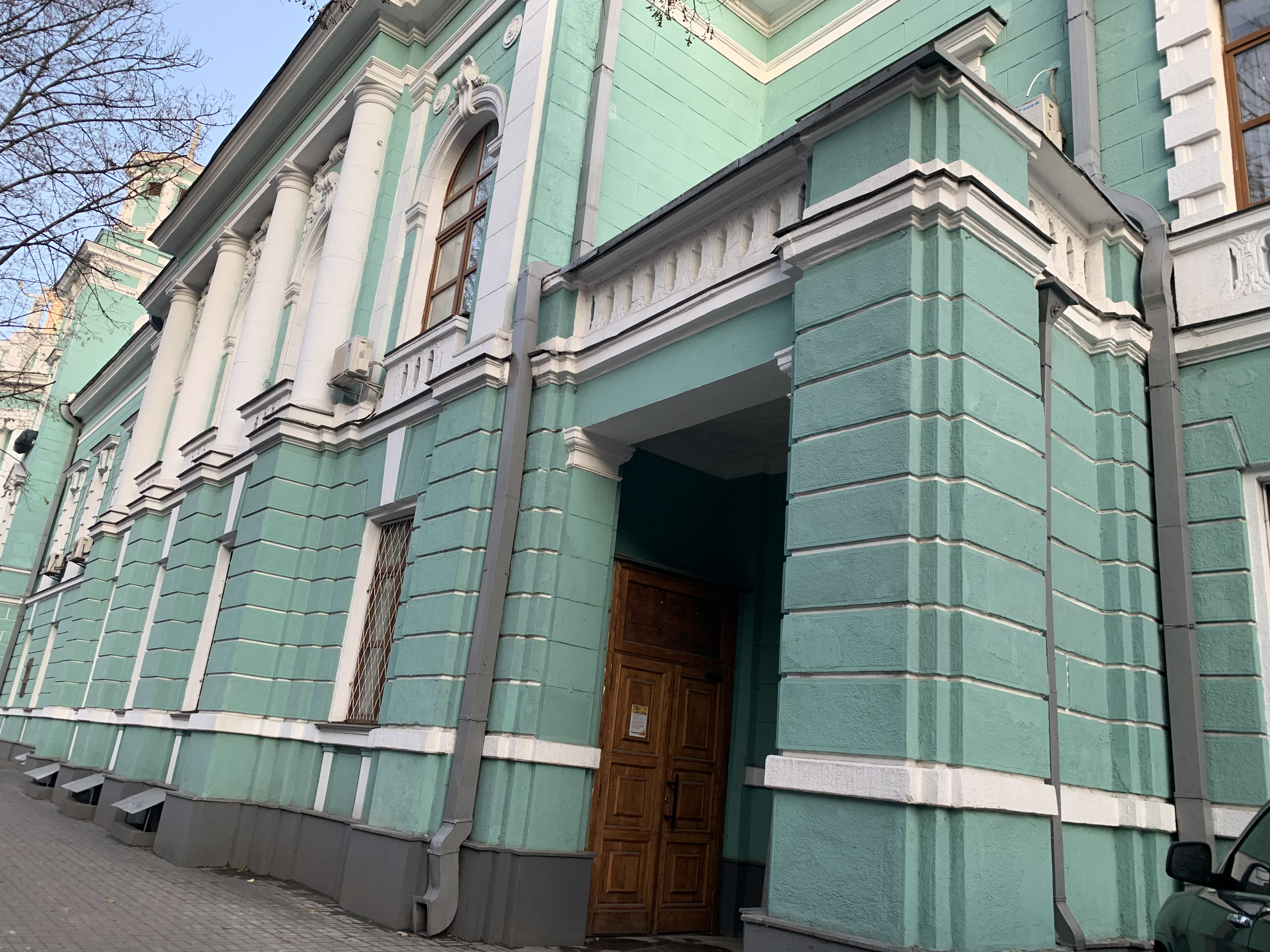
Офіс Кримського Дому

### Інші культурні заходи
- Спільна виставка у Мистецькому Арсеналі «Дивовижні історії Криму»[6][7]

- Фотовиставка «Крим по венах» (Зарема Ялибойлу)
- Виставка «Традиції і сучасність татар — польських мусульман» (спільно з Польським Інститутом)
- Фотопроєкт «Кримська лінія вогню»
- Проєкт сучасного мистецтва « SURGUN»
- Фотовиставка «Обличчя депортації» (Зарема Ялибойлу)[8][9]

### Освітній напрям
Освітній напрям роботи почав активно працювати у 2018 році, коли на базі Кримського Дому відбувалися уроки традиційного кримськотатарського танцю. Окрім того, було започатковано безкоштовні курси кримськотатарської мови для всіх охочих, а також розмовний клуб «Laf et!». Проведено Навчальний захід із вікі-редагування «Пишімо Qırımtatarca Vikipediya» та конференцію щодо стану кримськотатарської мови.
Одним із важливих напрямів роботи Кримського Дому є правозахисний:
- Організація та проведення серії акцій на підтримку кримських політв'язнів.[13]
- Проведення Київської Кримської солідарності (публічні зустрічі з родичами політв'язнів Кремля)[14]

### Спецпроєкти

##### «Кримський Дім об'єднує серця»
У 2017 році до Дня Незалежності України Кримський Дім провів перший кримський опен-ейр концерт на Поштовій площі у м. Києві— «Кримський Дім об'єднує серця». На сцені виступали кримськотатарські виконавці, серед яких панк-рок гурт «Shatur-Gudur», Усеїн Бекіров — джазовий піаніст і композитор, Ельзара Баталова— українська співачка кримськотатарського походження та ін. До програми концерту долучилася і українська співачка, представниця України на пісенному конкурсі Євробачення 2013 року — Злата Огнєвіч.
У жовтні 2018 року відбувся благодійний концерт «Кримський Дім об'єднує серця». В Будинку звукозапису лунав кримськотатарський етноджаз у виконанні відомих кримськотатарських музикантів. На сцені виступав народний артист України, гітарист-віртуоз Енвер Ізмаїлов, піаніст і композитор Усеїн Бекіров разом із його бенд і джаз-співачкою Айсель Балич. Протягом концерту за організації Кримського Дому проходив збір коштів для допомоги дітям у Криму
У 2019 році відбулася серія заходів містами України на кримську та кримськотатарську тематику «Кримський Дім об'єднує серця». Проєкт було реалізовано у Маріуполі, Херсоні, Ужгороді, Одесі, Краматорську, Харкові та Києві за підтримки Українського культурного фонду. Впродовж липня-серпня 2019 р. в містах були проведені соціально-політичні дискусії за участі різних спікерів: громадські діячі, колишні політв'язні Кремля, політики та журналісти. Культурна програма також містила літературні читання та презентацію літературної антології «Кримський Інжир». Щоб якомога ширше показати культуру кримських татар українцям, в деяких містах проводили концерти, в деяких — майстер-класи з гончарства. Так, наприклад, в Маріуполі та Ужгороді майстер-класи з гончарства та кераміки провів Рустем Скибін. В Одесі та в Херсоні культурну програму проєкту представив музичний концерт тріо Усеіна Бекірова та співачки етно-джазу, Айсель Баліч. В Харкові та Краматорську Кримський Дім об'єднував серця музикою кримськотатарького  панк-року гурту «Shatur-Gudur».
Другий опен-ейр «Кримський Дім об'єднує серця», що відбувся у Києві 25 серпня 2019 р, приурочений річниці Дня Незалежності України, фіналізував проєкт. В рамках фестивалю відбулися марафон майстер-класів, лунали кримськотатарський реп, етно-пісні, меппінг-шоу з кримськотатарськими мотивами, прем'єра документального фільму «Керченські бранці» про полонених українських моряків, що був знятий командою Hromadske. Хедлайнером концерту стала українська співачка, переможниця Євробачення 2016, Джамала. Впродовж семи годин зі сцени лунали пісні українських та кримськотатарських виконавців таких, як Олександр Положинський та проєкт «Був‘є», етно-гурт KYRBASY, співачка Ельвіра Сарихаліл, панк-рокери «Shatur-Gudur» та багато інших.
У лютому 2018 року спільно з інтернет-виданням «Українська правда», презентували фотопроєкт «Кримська лінія вогню», який розповідає про воїнів АТО з Криму.

##### «Tamırlar»
Масова кампанія «Tamırlar» зі збору живих свідчень депортації кримськотатарського народу 1944.
«Tamırlar» — це мультимедійна платформа, метою якої є збір  історій депортації, які розкажуть люди, що пережили цю страшну трагедію.

#### Театральний проєкт «Трава пробиває землю»
У лютому 2019 року у Кримському домі відбулася прем'єра театрального перформансу «Трава пробиває землю» кримської режисерки Галини Джикаєвої за участі  драматургів Дена і Яни Гуменних. Перформанс був створений на основі свідчень КримSOS про тортури в Криму, звіту Amnesty International про тортури та порушення прав людини на Сході України. Художньою основою стала кримськотатарська поезія Сеярє Кокче та Аліє Кенджалієвої.

## Адвокація теми Криму на міжнародних майданчиках
Кримський Дім активно долучається до адвокаційних місій у Раді Європи, Європарламенті, ОБСЄ, Раді Безпеки ООН та політичних інституціях країн ЄС та США щодо ситуації у Криму.